# Коммунистическая молодёжь народов Испании
Коммунистическая молодёжь народов Испании (КМНИ) — молодёжная организация Коммунистической партии народов Испании (КПНИ).
На международном уровне поддерживает отношения с коммунистическими и революционными молодёжными организациями из разных уголков мира.

## История
КМНИ была основана 13 мая 2017 года на пленарном заседании молодёжи КПНИ по инициативе Центрального комитета КПНИ как её молодёжная организация. Это произошло вслед за внутренним кризисом КПНИ, приведшим к расколу в партии в апреле 2017 года. До этого раскола молодёжная организация КПНИ называлась Коммунистические молодёжные коллективы (КМК), а после раскола и до 2019 года носила название Молодёжь КПНИ.
В ноябре 2018 года Союз молодых коммунистов Кубы пригласил делегацию КМНИ посетить Кубу с целью укрепления отношений с политическими и массовыми организациями страны через поддержание контактов с их руководством. В декабре того же года Молодёжь КПНИ провела свою первую Центральную Школу профессиональной подготовки в Вильярреале (Кастельон).
В апреле 2019 года была проведена первая Конференция КМНИ под лозунгом «Рабочая и народная молодёжь к бою готова, мы организуемся, чтобы победить». Был принят новый логотип и новое название Коммунистическая молодёжь Народов Испании (КМНИ). Майте Плазас была выбрана как Ответственный представитель по политическим вопросам КМНИ. В ноябре 2019 года КМНИ приняла участие в качестве международной делегации на Первом Международном Конгрессе Молодёжи и Студентов, организованном Форумом Сан-Паулу в Каракасе.
С 2019 года ежегодно JCPE отправляет комсомольскую делегацию на Festa do Avante в Португалии ( Quinta da Atalaia, Portugal), проводя встречи с различными орранизациями. В 2021 и 2022 году КМНИ присоединилась к Коммунистической Партии Народов Испании ( PCPE ), выступая на международном уровне.
10, 11 и 12 сентября 2021 года в мадридских горах организуется 1-й Молодёжный Лагерь, объединяющий членов организации из разных регионов страны. Второй комсомольский лагерь прошел 23, 24 и 25 сентября 2022 года, снова в горах Мадрида.
16 июля 2020 года члены JCPE приняли участие в остановке выселения в Эль-Астильеро (Кантабрия). При задействовании большого количества Гражданской Гвардии, полицией была применена сила к участникам акции, а один из членов JCPE подвергся нападению внутри здания. В настоящий моменте он находится под судом вместе с другим активистом, обвиняемым в нападение на представителя на властей. Кроме того, 6 мая 2021 г, в Университете Jaume I в Кастельон (UJI) (Валенсия) во время протестов, вызванных визитом в университет короля Филиппа VI, был арестован один из членов Молодежи, вместе с еще одним активистом, в итоге он был приговорен к шести месяцам тюремного заключения за нападение на представителя на властей. Однако он не был препровожден в тюрьму, так как это его первое правонарушение и сейчас он ждет вступления приговора в силу. 
В настоящее время КМНИ, помимо деятельности в различных областях и организациях (студенческих, профсоюзных, районных и феминистических из Рабочего и Народного Фронта за Социализм), осуществляет свою политическую работу в рамках нескольких кампаний, в которых молодёжь рабочего класса является центральным действующим субъектом. .

## Организация
Руководящим органом КМНИ является Управляющий Комитет, который возглавляет организацию и проводит линию Центральной Конференции КМНИ и Конгресса КПНИ.

### Территориальная структура
КМНИ состоит из Национальных и Региональных комитетов, которые группируются в различные коллективы по территориальному принципу. На некоторых территориях название изменено в соответствии с языком данной территории. В приведённой ниже таблице представлены территориальные названия КМНИ:
| Территория        | Территориальная организация                                                             |
| ----------------- | --------------------------------------------------------------------------------------- |
| Андалусия         | Коммунистическая Молодёжь Народа Андалусии (КМНА)                                       |
| Арагон            | КМНИ Арагона                                                                            |
| Канарские острова | Коммунистическая Молодёжь Народа Канарских островов (КМНК)                              |
| Кантабрия         | КМНИ Кантарбии                                                                          |
| Кастилия-Ла-Манча | КМНИ Кастильи-Ла Манча                                                                  |
| Кастилия и Леон   | КМНИ Кастилии и Леона                                                                   |
| Каталония         | Представители Молодёжи КПНК (Коммунистической Партии Народов Каталонии)                 |
| Мадрид            | КМНИ Мадрида                                                                            |
| Валенсия          | КМНИ Страны Валенсии                                                                    |
| Эстремадура       | КМНИ Экстремадуры                                                                       |
| Галисия           | Коммунистическая Молодёжь Народа Галисии (КМНГ)                                         |
| Наварра           | Коммунистическая Молодёжь Страны Басков (КМСБ) (баск. Euskal Herriko Gaztedi Komunista) |
| Страна Басков     | Коммунистическая Молодёжь Страны Басков (КМСБ) (баск. Euskal Herriko Gaztedi Komunista) |
| Мурсия            | КМНИ Мурсии                                                                             |

## Политические лидеры
| Период    | Политический лидер |
| --------- | ------------------ |
| 2017—2019 | Алехандро Наварро  |
| 2019—2020 | Майте Плазас       |
| С 2020 г. | Хавьер Кайюэла     |